# 基希塞尔特
基希塞尔特是德国下萨克森州奥尔登堡县的一个市镇。总面积14.98平方公里，总人口1292人，其中男性670人，女性622人（2011年12月31日），人口密度86人/平方公里。